# Mastoidne ćelije
Mastoidne ćelije (lat. cellulae mastoideae) su šupljinice nepravilno grozdasto smeštene u mastoidnom nastavku (lat. processus mastoideus) slepoočne (temporalne) kosti. Fiziološki, one imaju značaj u povećavaju rezonantnih karakteristika srednjeg uva i olakšavanju slepoočne kosti (jer su su ispunjene vazduhom), a klinički jer predstavljaju put širenja infekcije na brojne okolne strukture u lobanjskoj duplji.

## Embriologija
Mastoidne ćelije nastaju procesom pneumatizacije mastoidne kosti iz bubne duplje preko ulaza (lat. aditus ad antrum) koji vodi u prvu, najstalniju i najvažniju mastoidnu ćeliju „antrum” (lat. antrum). 
Odmah po rođenju kod odojčeta od svih mastoidnih ćelija postoji samo antrum, da bi se u trećoj ili četvrtoj godini života deteta sistem ćelija dobro razvio. Međutim mastoidnih ćelija dostižu svoj maksimum tek u doba puberteta.
Postoje velike individualne razlike između pojedinih osoba, počev od potpune aplazije mastoidnih ćelija do hiperpneumatizacije koja može ići sve do vrha piramide i u zigomatičnu kost. 
Oboljenja srednjeg uva, koja nastaju u detinjstvu, počev od rođenja pa sve do puberteta, mogu sprečiti normalan razvoj mastoidnih ćelija.

## Funkcionalni i klinički značaj
Mastoidne ćelije imaju sledeći funkcionalni i klinički značaj (topografski i patološki):
- Težinski olakšavaju slepoočnu kost,
- Povećavaju rezonantne karakteristike srednjeg uva,
- Predstavljaju put širenja infekcije na brojne okolne strukture, što im daje veliki značaj u topografiji i u patologiji.

Od posebnog kliničkog značaja je antrum oko koga se sve ostale ćelije razvijaju i dolaže često u neposredni odnos sa srednjom i zadnjom moždanom jamom, unutrašnjim uvom, sigmoidnim sinusom i živcem lica (n.facijalisom).

## Galerija anatomskih struktura mastoidnog nastavka
- Mastoidne ćelije.
- Bočni prikaz anatomskih struktura glave, sa disekcijom živca lica.
- MRI glave: Prisustvo tečnost u mastoidnim ćelijama mastoidnog nastavka